# Gentianella ruizii
Gentianella ruizii là một loài thực vật có hoa trong họ Long đởm. Loài này được (Griseb.) Holub mô tả khoa học đầu tiên năm 1967.